# Balaenoptera acutorostrata
La balenottera minore o balenottera rostrata (Balaenoptera acutorostrata Lacépède, 1804), è, con la balenottera minore antartica, una delle due specie più piccole e comuni della famiglia delle Balaenopteridae.

## Descrizione

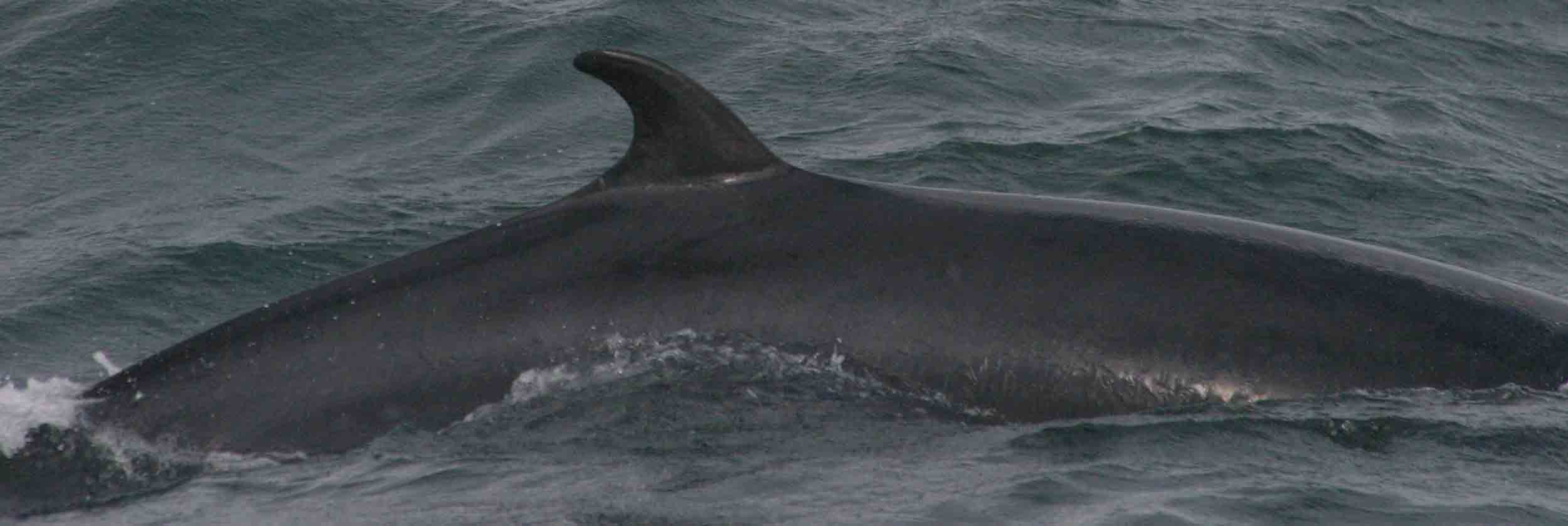
Balenottera minore in immersione

Di aspetto molto variabile, alcuni esperti ne riconoscono 3 o addirittura 4 sottospecie. Certi individui sono curiosi e si avvicinano, ma nella maggior parte dei casi è difficile vederla bene. A distanza può essere confusa con la balenottera boreale, con la balenottera di Eden, con la balenottera comune o con l'iperodonte boreale; tuttavia la sua sequenza di immersione è caratteristica. Per distinguerla dalla maggior parte degli zifidi dovrebbero bastare la forma della testa e la scarsità di cicatrici, mentre la bocca relativamente diritta dovrebbe aiutare a distinguerla dalla caperea. Ha una banda bianca sulle pinne pettorali. La balenottera minore è l'unico misticeto cacciato commercialmente.
- Lunghezza: 7-10 m
- Peso: 5 tonnellate

## Comportamento

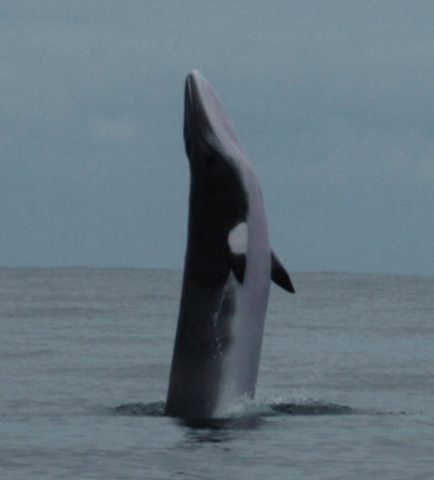
Balenottera minore che effettua il breaching

Di solito è difficile avvicinarla, ma alcuni individui curiosi "perlustrano" le zone dove ci sono imbarcazioni. Può accostarsi senza preavviso. Difficilmente nuota a prua, ma capita che nuoti vicino a una barca per una distanza considerevole. I movimenti sott'acqua sono imprevedibili, può svanire senza tracce. Il nuoto è piuttosto veloce. Compie a volte spyhopping e breaching. La tipica sequenza d'immersione consiste in 5-8 soffi a intervalli di meno di un minuto, seguiti da una lunga immersione che dura da 3 a 8 minuti. Quando si sposta di solito respira 1 o 2 volte fra un'immersione e l'altra. A volte la si vede alimentarsi in superficie sotto un gruppo di uccelli marini.
Si nutre soprattutto di pesci appartenenti alle famiglie dei Salmonidae, Clupeidae e Gadidae.

## Distribuzione

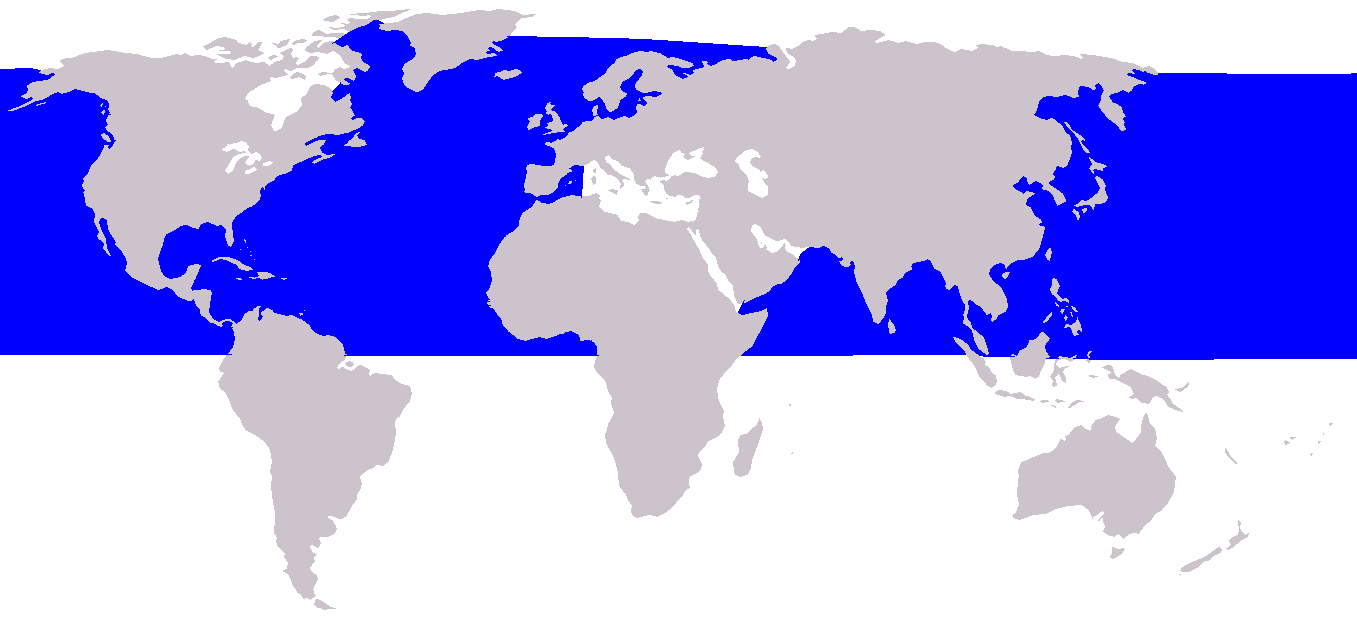
Areale della specie

È presente in tutto l'emisfero settentrionale, ma probabilmente con distribuzione discontinua, essendo più rara nelle acque tropicali che in acque più fredde. Sono riconosciute due popolazioni isolate geograficamente, nel Nord Pacifico e nel Nord Atlantico. Le balenottere minori presenti nell'emisfero meridionale, che un tempo erano ritenute appartenere alla stessa specie, sono oggi riconosciute come specie separata (Balaenoptera bonaerensis). Generalmente è più concentrata a latitudini elevate in estate e a latitudini inferiori in inverno, ma le migrazioni variano da un anno all'altro. Sembra che alcune popolazioni siano stanziali e secondo alcuni indizi pare che in certe zone alcuni individui abbiano un proprio territorio. Penetra spesso in estuari, baie e insenature e, in estate, si nutre a volte intorno a isolette e capi. Talora resta intrappolata in piccole zone di acqua aperta in mezzo al pack.